# Feuerwehr Gelsenkirchen
Die Feuerwehr Gelsenkirchen ist eine kommunale Behörde der Stadt Gelsenkirchen. Sie besteht aus der im Jahr 1904 gegründeten Berufsfeuerwehr, den neun Einheiten der Freiwilligen Feuerwehr sowie der Jugendfeuerwehr und untersteht als Referat 37 dem Vorstandsbereich 2: Finanzen, Personal und Organisation, Feuerwehr. Die oberste Dienstherrin der Feuerwehr Gelsenkirchen ist die Oberbürgermeisterin der Stadt Gelsenkirchen.
Täglich rücken die Fahrzeuge der Feuerwehr über 100 Mal aus. Von den rund 41.000 Einsätzen im Jahr fällt der Großteil auf den Rettungsdienst.

## Aufgaben
Zu den Pflichtaufgaben der Feuerwehr Gelsenkirchen gehören unter anderem:
- die Bekämpfung von Schadfeuern
- die Hilfeleistung bei Unglücksfällen und öffentlichen Notständen
- die Wahrnehmung von Aufgaben im Bereich des Zivilschutzes
- der Betrieb einer Leitstelle
- die Aufklärung der Bevölkerung im Rahmen der Brandschutzerziehung
- die Wahrnehmung von Aufgaben im Rahmen der Amtshilfe für andere Behörden.

Neben den Pflichtaufgaben übernimmt die Feuerwehr Gelsenkirchen eine Reihe von freiwilligen Aufgaben. Dazu gehören unter anderem Hilfeleistungen auf privatrechtlicher Basis, die in Ausnahmefällen durchgeführt werden und meist kostenpflichtig sind (beispielsweise Türöffnung ohne Notlage oder Baumfällungen auf Privatgrund). Traditionelle Tätigkeiten der Freiwilligen Feuerwehren, wie die Beteiligung an Karnevalsumzügen oder der Feuerwehrsport, fallen ebenfalls in diesen Bereich.

### Aufgaben im Rettungsdienst
Das Aufgabengebiet des Rettungsdienstes ist keine eigentliche Pflichtaufgabe der Feuerwehr Gelsenkirchen. Es wird der Feuerwehr jedoch durch das Gesetz über den Feuerschutz und die Hilfeleistung (§ 17) und durch das Rettungsgesetz NRW (§§ 6-9, 13) zugewiesen. Hierdurch ergeben sich unter anderem folgende Aufgaben:
- Mitwirkung im Rettungsdienst
- Zusammenarbeit mit Krankenhäusern und Notärzten
- Organisatorische Leitung im Bereich Rettungsdienst bei Großschadenslagen
- Aus- und Fortbildung von Rettungsdienstpersonal

## Berufsfeuerwehr

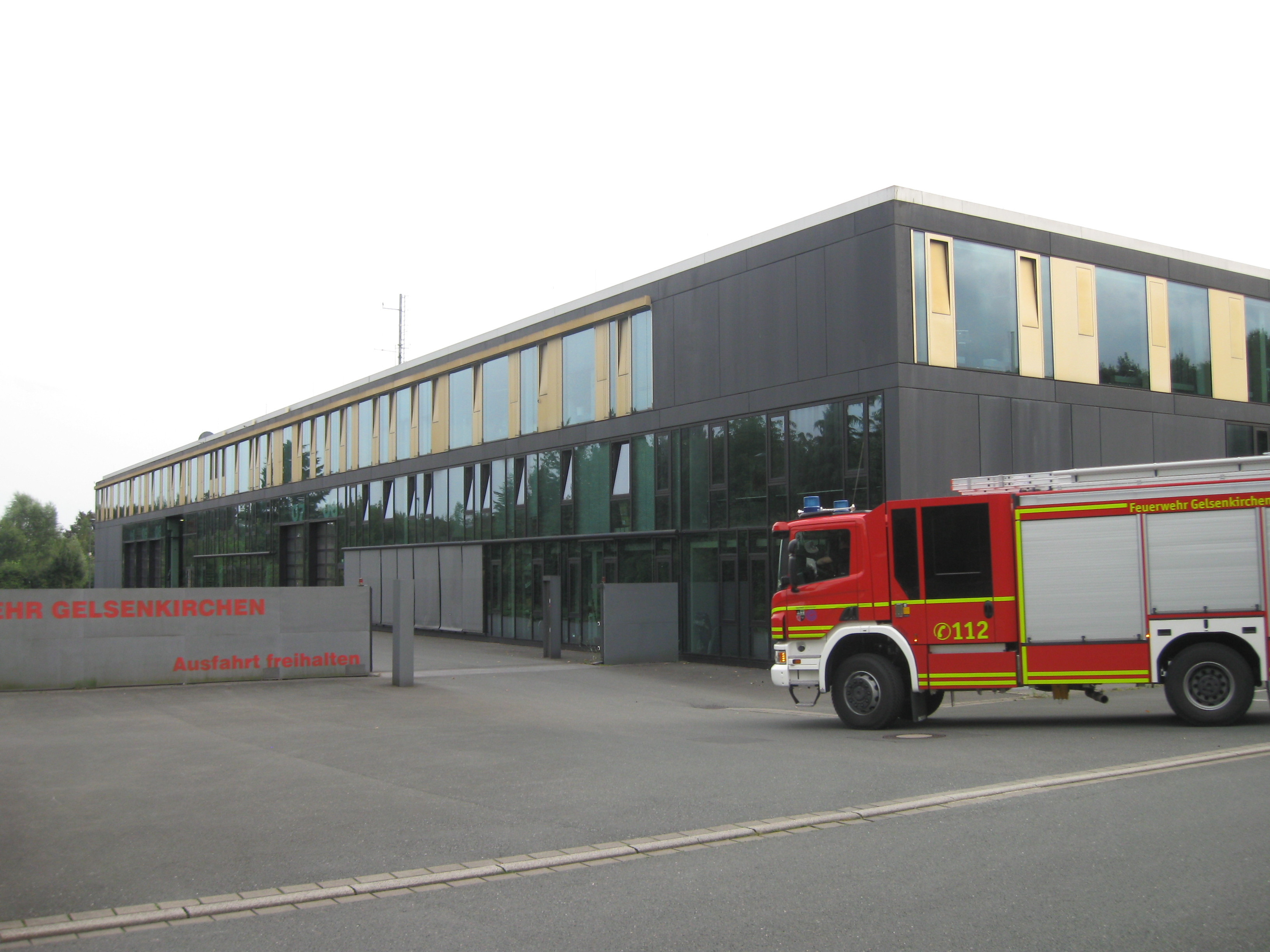
Feuer- und Rettungswache 2

### Organisation
Die Feuerwehr Gelsenkirchen (Referat 37) wird durch einen Leitenden Branddirektor als Referatsleiter geführt. Im unterstehen eine Stabsstelle und sechs Abteilungen 
- Stabsstelle 37/CO - Controlling
- Abteilung 37/1 – Verwaltung, Finanzen
- Abteilung 37/2 – Gefahrenabwehr und Rettungsdienst
- Abteilung 37/3 – Vorbeugender Brand- und Gefahrenschutz
- Abteilung 37/4 – Technische Dienste
- Abteilung 37/5 – Einsatzplanung, - Lenkung, Bevölkerungsschutz, Forschung
- Abteilung 37/6 - Schule für Feuerwehr und Rettungsdienst

### Personal
Die Feuerwehr Gelsenkirchen verfügt über rund 300 Beamte im Lösch- und Rettungsdienst. Hinzu kommen 8 technische Beschäftigte und 13 Mitarbeiter in der Verwaltung (8 Beamte und 5 Beschäftigte).
Das in der Leitung und Verwaltung sowie im technischen Betriebsdienst eingesetzte Personal arbeitet im Tagesdienst. Es setzt sich aus Beamten des mittleren, gehobenen und höheren Dienstes und den Angestellten der Berufsfeuerwehr zusammen. Tätigkeitsfelder sind unter anderem der Vorbeugende Brandschutz oder die Ausbildung an der Feuerwehrschule. Die reguläre Wochenarbeitszeit beträgt 38,5 und 41 Stunden.
Das im Einsatzdienst eingesetzte Personal besteht ausschließlich aus Beamten. Gearbeitet wird hier im Schichtdienst. Eine Schicht beginnt um 7:30 Uhr und endet 24 Stunden später. Danach erfolgt eine mindestens 24-stündige Ruhepause.

#### Personalstärke und Einsatzmittel im Bereich Brandschutz und Rettungsdienst
| Funktion                                          | Personaleinsatz |
| ------------------------------------------------- | --------------- |
| Direktionsdienst                                  | 1               |
| Einsatzleitdienst                                 | 1               |
| Leitstelle                                        | 6               |
| HLF 1 der Wache 1                                 | 4               |
| HLF 2 der Wache 1                                 | 4               |
| Drehleiter der Wache 1                            | 2               |
| HLF 1 der Wache 2                                 | 4               |
| HLF 2 der Wache 2                                 | 4               |
| Drehleiter der Wache 2                            | 2               |
| Wechsellader 1 der Wache 2 / Kleineinsatzfahrzeug | 2               |
| Wechsellader 2 der Wache 2                        | 2               |
| HLF 1 der Wache 4                                 | 4               |
| Drehleiter der Wache 4                            | 2               |
| 2 Notarzteinsatzwagen                             | 2               |
| 6 Rettungswagen                                   | 12              |
| Gesamt                                            | 62              |

Die tägliche Mannschaftsstärke im Brandschutz richtet sich nach dem im Brandschutzbedarfsplan von 2011 gemachten Vorgaben. Dieser legt fest, dass je nach Dinglichkeit des Einsatzes innerhalb von acht Minuten zehn Feuerwehrbeamte am Einsatzort angekommen sein müssen. Nach weiteren fünf Minuten müssen zusätzliche sechs Beamte vor Ort zur Verfügung stehen. Bei größeren Schadensereignissen erhöhen sich die Zahlen entsprechend.
Um den wechselnden Einsatzszenarien gerecht zu werden, werden täglich zwei Einsatzleitwagen, sechs Hilfeleistungslöschgruppenfahrzeuge und vier Drehleitern besetzt. Hinzu kommen fünf Wechselladerfahrzeuge, die verschiedene Abrollbehälter zur Einsatzstelle bringen können. Das Personal eines der Wechsellader besetzt im Bedarfsfall ein Kleineinsatzfahrzeug. Hinzu kommt das Personal im Rettungsdienst, welches 3 Notarzteinsatzfahrzeuge und 15 Rettungswagen besetzt.
Aus den Vorgaben und Anforderungen resultiert eine tägliche Sollstärke von 62 Beamten.

#### Ausbildung
Die Beamten und Anwärter der Feuerwehr Gelsenkirchen werden an der Schule für Feuerwehr und Rettungsdienst der Feuerwehr Gelsenkirchen ausgebildet. Einstellungsvoraussetzung für den mittleren feuerwehrtechnischen Dienst ist mindestens einen Hauptschulabschluss und eine abgeschlossene Berufsausbildung in einem für den Feuerwehrdienst geeigneten Beruf. Hinzu kommt die nötige körperliche und geistige Eignung.
Der Einstellungstest besteht aus einem schriftlichen Teil (Deutschtest, Allgemeinwissen, Mathe) und einem sportlich-praktischen (Sporttest, handwerkliche Fähigkeiten) Abschnitt. Zudem muss ein persönliches Gespräch und eine ärztliche Untersuchung absolviert werden.
Die Ausbildung selbst dauert 18 Monate und beinhaltet die feuerwehrtechnische und die rettungsdienstliche Ausbildung. Neben dem Besuch der Feuerwehrschule erfolgen mehrere Praxisabschnitte auf Wache und im Rettungsdienst.
Nach bestandener Ausbildung müssen jährlich mindestens 30 Stunden Rettungsdienst- und 16 Stunden Feuerwehrfortbildung absolviert werden.

#### Rettungsdienst
Zusammen mit anderen Hilfsorganisation und zwei privaten Trägern nimmt die Berufsfeuerwehr Gelsenkirchen im Gebiet der Stadt die rettungsdienstlichen Aufgaben war. Hierzu werden täglich 19 Rettungswagen, 3 Notarzteinsatzfahrzeuge und 7 Krankentransportwagen vorgehalten. Die RTW der Berufsfeuerwehr werden jeweils von zwei rettungsdienstlich ausgebildeten Feuerwehrleuten (Rettungssanitäter, Rettungsassistent oder Notfallsanitäter) besetzt.

#### Tauchergruppe
Die seit dem Jahr 1960 bestehende Tauchergruppe der Feuerwehr Gelsenkirchen besteht aus rund 35 Feuerwehrtauchern. Diese verteilen sich auf die drei Wachabteilungen der Feuer- und Rettungswache 3. Im normalen Dienstbetrieb besetzen die Mitglieder der Tauchgruppe ein Hilfeleistungslöschgruppenfahrzeug (HLF) der Wache und wechseln im Falle eines Taucheinsatzes auf einen speziellen Gerätewagen für Taucheinsätze (GW Wasserrettung).
Haupteinsatzgebiet sind vor allem der Rhein-Herne-Kanal und das dortige Hafengebiet. Im Rahmen der Amtshilfe werden aber auch Einsätze außerhalb Gelsenkirchens durchgeführt, da nicht jede Feuerwehr im Umkreis über eine eigene Tauchergruppe verfügt. Hierbei werden vor allem Einsätze im Bereich der Menschenrettung aus Gewässern, der Suche nach vermissten Personen und die technische Hilfeleistung und Sachbergung aus Gewässern ausgeführt. Im Winter steht zudem die Eisrettung im Vordergrund.

#### Höhenrettungsgruppe
Als zweite Spezialeinheit der Feuerwehr Gelsenkirchen gibt es die seit 1996 bestehende Höhenrettungsgruppe. Die 24 Mitglieder der Einheit verteilen sich auf die drei Wachabteilungen der Feuer- und Rettungswache 1 und werden ebenfalls im Springerprinzip eingesetzt. Seit 2008 verfügt die Gruppe über einen speziellen Gerätewagen Höhenrettung.
Die Einheit ist spezialisiert auf die Rettung und Bergung von Personen aus großen Höhen (Schornsteine, Windkraftanlagen etc.), aber auch aus Tiefen (Schächte, Tunnel etc.). Um möglichst schnell und fundiert in medizinischen Notlagen helfen zu können, sind alle Mitglieder mindestens Rettungsassistenten.

### Standorte
Insgesamt verfügt die Berufsfeuerwehr Gelsenkirchen über vier Feuer- und Rettungswachen (Standort beinhaltet Feuerwehr und Rettungsdienst), vier Rettungswachen (nur Rettungsdienst) und drei Notarztstandorte (Standort für Notarzteinsatzfahrzeuge). Als Hauptwache wird die im Jahr 2005 neu gebaute Feuer- und Rettungswache 2 in Gelsenkirchen-Buer genutzt.
Im Zuge umfassender Untersuchungen für den Brandschutzbedarfsplan der Stadt wurde 2011 eine Lücke in der Abdeckung des Stadtgebietes im Bereich Heßler aufgedeckt. In diesem Bereich konnte die Hilfsfrist nicht im ausreichenden Maße eingehalten werden. Als Gegenmaßnahme wurde der Bau einer zusätzlichen Feuer- und Rettungswache beschlossen. Baubeginn war im Frühjahr 2016, im Oktober 2017 hat die Wache als neue Feuer- und Rettungswache 3 ihren Dienstbetrieb aufgenommen. Im Zuge dessen wurden auch die Nummern der Wachen geändert.
| Wache                                                           | Standort                                |
| --------------------------------------------------------------- | --------------------------------------- |
| Feuer- und Rettungswache Altstadt (FRW1)                        | Wildenbruchstr. 50, 45888 Gelsenkirchen |
| Zentrale Feuer- und Rettungswache Buer (ZFRW2)                  | Seestraße 3, 45894 Gelsenkirchen        |
| Feuer- und Rettungswache Heßler (FRW3), Notarztstandort (NA 30) | An der Landwehr 5, 45894 Gelsenkirchen  |
| Feuer- und Rettungswache Hassel (FRW 4)                         | Lüttinghofstr. 90, 45896 Gelsenkirchen  |
| Rettungswache Beckhausen (RW 21)                                | Kampstraße 1, 45899 Gelsenkirchen       |
| Rettungswache Resser-Mark (RW 22)                               | Im Emscherbruch 30, 45881 Gelsenkirchen |
| Rettungswache Schalke-Nord (RW 31)                              | Hochkampstraße 68c, 45881 Gelsenkirchen |
| Rettungswache Buer-Mitte (RW 41, Sankt Marien-Hospital Buer)    | Mühlenstr. 5-9, 45881 Gelsenkirchen     |
| Notarztstandort Ückendorf (NA 10, Marienhospital Gelsenkirchen) | Virchowstraße 122, 45886 Gelsenkirchen  |
| Notarztstandort Buer (NA 20, Bergmannsheil Buer)                | Schernerweg 4, 45894 Gelsenkirchen      |

### Feuerwehrschule
Die Feuerwehr Gelsenkirchen unterhält für die Ausbildung der Berufsfeuerwehr und der Freiwilligen Feuerwehr eine eigene Feuerwehrschule. Diese ist staatlich anerkannt und an der Feuer- und Rettungswache 2 angesiedelt.

## Freiwillige Feuerwehr

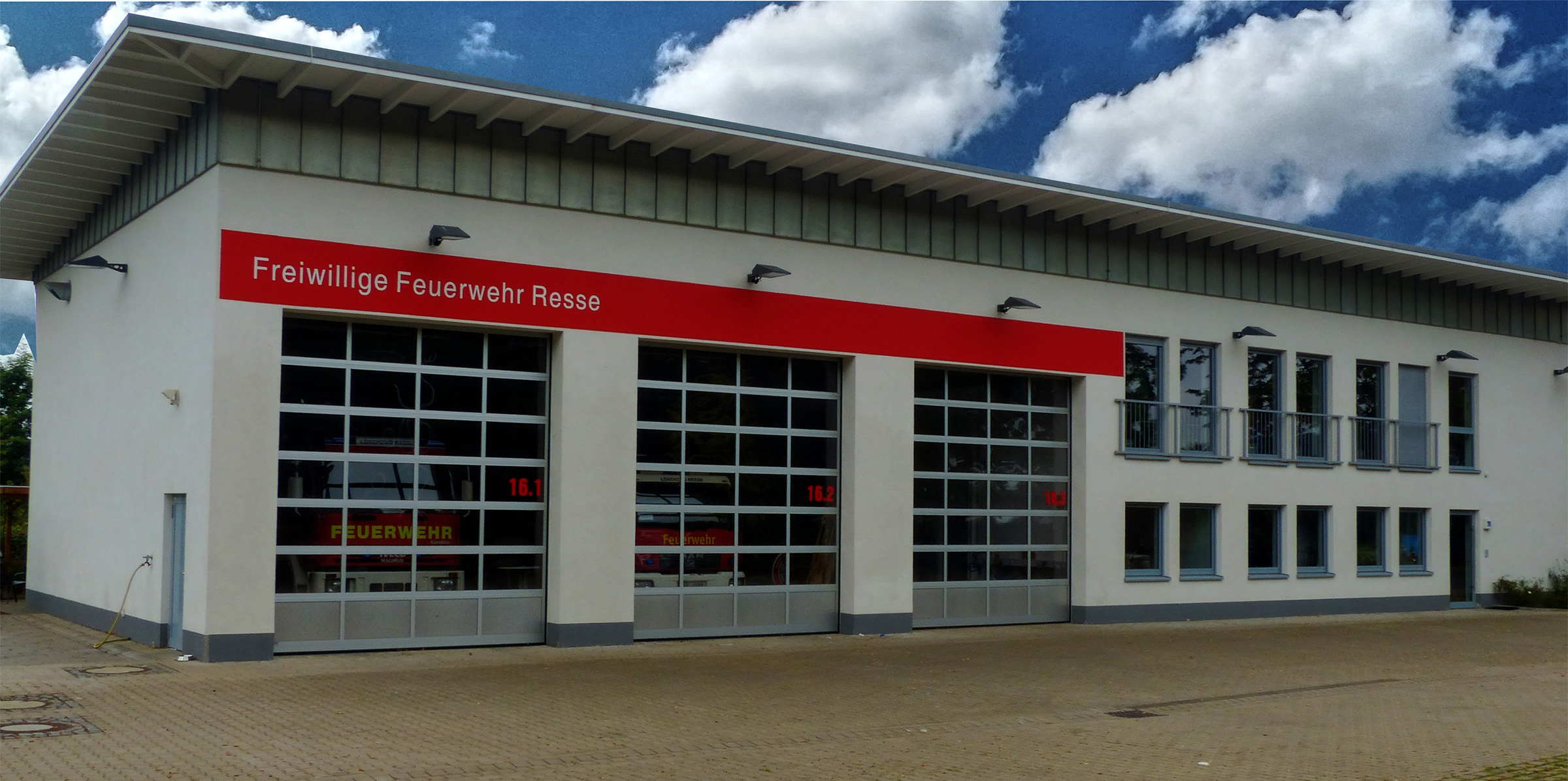
Feuerwehrhaus der Freiwillige Feuerwehr Resse

Insgesamt gehören zur Freiwillige Feuerwehr neun Einheiten mit rund 250 Mitgliedern. Diese verfügen im Stadtgebiet entweder über eigene Feuerwehrhäuser oder teilen sich ihren Standort mit der Berufsfeuerwehr. Mit dem Abschluss des Neubaus der Feuerwache in Stadtteil Heßler wurde dort die neueste Einheit im Stadtgebiet gegründet.
Die Freiwillige Feuerwehr in Gelsenkirchen wird in der Regel unterstützend zur Berufsfeuerwehr alarmiert. Kleinere Einsätze werden aber auch selbstständig abgearbeitet. Zudem kommen die Ehrenamtlichen zum Einsatz, wenn die Kräfte der jeweiligen Berufsfeuerwehrwache an einer Einsatzstelle längerfristig gebunden sind und keine weiteren Einsätze zeitgleich abarbeiten können. Der jeweilige Löschzug übernimmt außerdem spezifische Sonderaufgaben.

### Standorte
| Löschzug                    | Standort                                       | Gründungsjahr | Sonderaufgabe                                | Bemerkung                                                         |
| --------------------------- | ---------------------------------------------- | ------------- | -------------------------------------------- | ----------------------------------------------------------------- |
| Löschzug 11 Altstadt        | Wildenbruchstr. 50, 45888 Gelsenkirchen        | 1879          | Technische Hilfeleistung                     | Der Löschzug ist an der Feuer- und Rettungswache 1 untergebracht. |
| Löschzug 12 Buer-Mitte      | Urban-von-Vorst-Weg 8, 45894 Gelsenkirchen     | 1879          | Technische Hilfeleistung und ABC-Messeinheit |                                                                   |
| Löschzug 13 Erle-Süd        | Im Emscherbruch 32, 45891 Gelsenkirchen        | 1900          | Information und Kommunikation (IuK)          | Der Löschzug ist an der Rettungswache Resser-Mark untergebracht.  |
| Löschzug 14 Horst           | Kampstraße 1, 45899 Gelsenkirchen              | 1892          | Dekontamination                              | Der Löschzug ist an der Rettungswache Beckhausen untergebracht.   |
| Löschzug 15 Scholven/Hassel | Lüttinghofstr. 90, 45896 Gelsenkirchen         | 1924          | Wasserversorgung                             | Der Löschzug ist an der Feuer- und Rettungswache 4 untergebracht. |
| Löschzug 16 Resse           | Recklinghauser Straße 110, 45892 Gelsenkirchen | 1906          | Aufbau eines Behandlungsplatzes              |                                                                   |
| Löschzug 17 Erle-Nord       | Seestraße 3, 45894 Gelsenkirchen               | 1900          | Logistik und Nachschub                       | Der Löschzug ist an der Feuer- und Rettungswache 2 untergebracht. |
| Löschzug 18 Ückendorf       | Bergmannstraße 201-203, 45886 Gelsenkirchen    | 1877          | Verpflegung/Versorgung                       |                                                                   |
| Löschzug 19 Heßler          | An der Landwehr 5, 45883 Gelsenkirchen         | 2017          | Schlauchwagen                                | Der Löschzug ist an der Feuer- und Rettungswache 3 untergebracht. |

### Jugendfeuerwehr

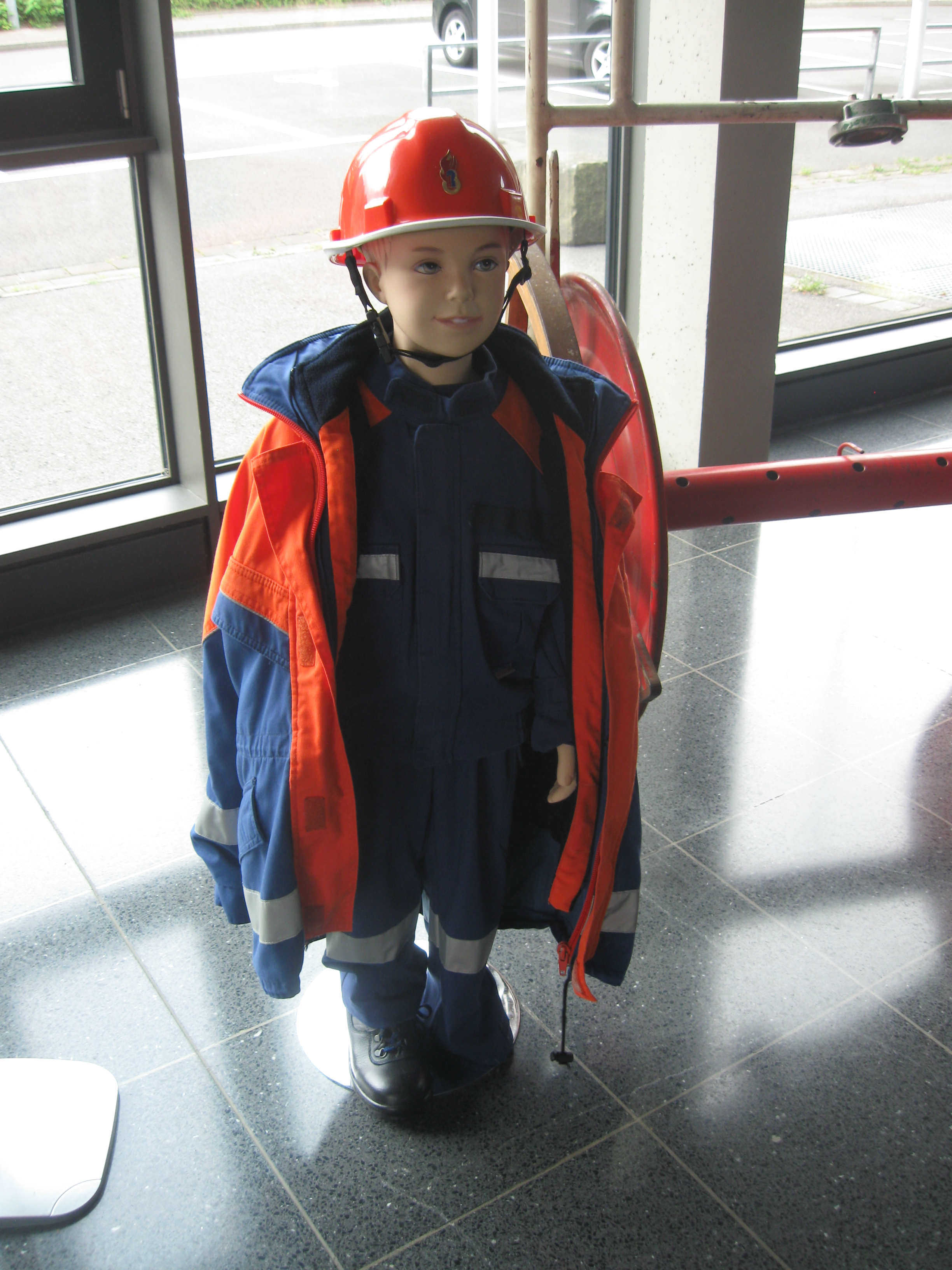
Schutzkleidung der Jugendfeuerwehr

Zur Nachwuchssicherung der Freiwilligen Feuerwehr wurde die Jugendfeuerwehr Gelsenkirchen ins Leben gerufen. Diese besteht aus neun Jugendgruppen, in denen insgesamt rund 150 Mädchen und Jungen im Alter von 10 bis 17 Jahren Mitglied sind. Angegliedert sind die Jugendfeuerwehren der Stammeinheit der Freiwilligen Feuerwehr, welche auch in ehrenamtlicher Arbeit die Ausbildung der Jugendlichen übernimmt.
Der Ausbildungsdienst findet wöchentlich statt. Hier steht vor allem die feuerwehrtechnische Ausbildung im Vordergrund, jedoch wird auch allgemeine Jugendarbeit, wie sportliche Wettbewerbe, Zeltlager und gemeinsame Freizeitaktivitäten, ausgeübt. Zudem wird viel Wert auf die Förderung von Teamarbeit und Eigeninitiative gelegt.

## Dokumentation – „Feuer und Flamme“
Die Feuerwehr Gelsenkirchen war im Jahr 2017 Bestandteil der Dokumentation Feuer und Flamme des Westdeutschen Rundfunks (WDR). Für die Dokumentation wurden die Wachabteilungen der Feuerwache 2 fünf Monate lang rund um die Uhr von einem Kamerateam begleitet. Zudem kamen Bodycams zum Einsatz. Aus den rund 1.000 Stunden Filmmaterial wurde eine neunteilige Dokumentation zusammengeschnitten, die den Alltag der Berufsfeuerwehrleute zeigt.
Nachdem der Marktanteil der Dokumentation über dem Senderschnitt lag und vor allem beim jungen Publikum gut ankam, wurde eine Fortsetzung beschlossen. Die zweite Staffel wurde zwischen dem 21. Januar und 25. März 2019 im WDR ausgestrahlt.
Nach zwei Staffeln wechselte der WDR zur Feuerwehr Bochum. Ausgestrahlt werden die neuen Folgen seit dem 23. März 2020, in der Mediathek seit 19. März 2020.